# Свети Пантелеймон (Света гора)
Вижте пояснителната страница за други значения на Свети Пантелеймон.
„Свети Пантелеймон“ или Русик (катаревуса: Μονή Αγίου Παντελεήμονος, на гръцки: Μονή Αγίου Παντελεήμονας, известен и като Ρωσσικόν, Русикон) е руски православен манастир в Света гора, Гърция.

## История
Манастирът е основан от руски монаси през XI век и е признат като самостоятелен манастир през 1167 година. По време на татарското иго в Русия, по-голямата част от монасите са били гърци и сърби. По време на османското господство, манастирът запада до положение да останат двама руски и двама български монаси през 1730 година.
През 1765 година манастирът е преместен по-близо до морския бряг и под покровителството на руския адмирал Адмирал Ушаков, молдовската болярска фамилия Калимачи и руските царе е напълно възстановен и разширен. По площ и населеност той става най-големият манастир в Света гора, подслонявайки 1446 монаси през 1903 година и повече от 2000 през 1913 година. Манастирът „Свети Пантелеймон“ е многократно унищожаван от пожари, като заслужава да се споменат пожарите през 1307 година (когато каталонски пирати го подпалват) и през 1968 година.
Манастирските камбани, изработени през XIX век, се считат за най-големите в цяла Гърция. Съществува дъщерна общност на манастира, която се намира в Нови Атон, Абхазия.
Първият руски лидер, който посещава манастира, е президентът Владимир Путин (на 9 септември 2005 година).

## Ценности и реликви
Обителта може да се похвали с чудесна библиотека от средновековни ръкописи и няколко изключително ценни реликви, като главата на свети Пантелеймон, един от най-почитаните светци в Русия.

## Скитове
На подчинение на манастира е монашеският скит „Света Богородица“, разположен в източната част на полуострова, на около един час ход пеша северно от Карея. Скитът се намира на 700 м надморска височина, на територията на манастира „Пантократор“, но принадлежи на Пантелеймоновия манастир.
Подчинени на манастира са и бившите руски скитове „Стария Русик“, „Нова Тиваида“, които понастоящем се възстановяват и са със статут на килии, както и „Крумица“, сега със статут на метох на манастира.